# Karl Gabriel
Karl Gabriel (* 18. September 1943 in Reitendorf) ist ein römisch-katholischer Theologe und Soziologe.

## Leben
Gabriel studierte römisch-katholische Theologie und Soziologie an den Universitäten in Königstein im Taunus, München, Tübingen, Frankfurt am Main und Bielefeld. Von 1980 bis 1998 war Gabriel Professor für Soziologie, Pastoralsoziologie und Caritaswissenschaft an der Katholischen Fachhochschule Norddeutschland Osnabrück/Vechta. Von 1998 bis 2009 war Gabriel Professor für Christliche Sozialwissenschaften an der Katholisch-Theologischen Fakultät der Westfälischen Wilhelms-Universität Münster und Direktor des Instituts für Christliche Sozialwissenschaften. Nach seiner Emeritierung ist Gabriel dort Senior Professor am Exzellenzcluster Religion und Politik. In dieser Funktion hat er sich vor allem in den religionssoziologischen Debatten um Säkularisierungstheorien sowie um die Bedeutung der Religion in der Moderne im Allgemeinen und des Katholizismus in der Moderne im Besonderen engagiert. Im September 2008 wurde Gabriel anlässlich seiner Emeritierung und seines 65. Geburtstages mit einer Festschrift geehrt. Die Theologische Fakultät der Universität Luzern würdigte Gabriels Verdienste um die soziologische Analyse des Katholizismus im November 2010 mit der Verleihung der Ehrendoktorwürde.

## Schriften (Auswahl)
- Analysen der Organisationsgesellschaft. Ein kritischer Vergleich der Gesellschaftstheorien Max Webers, Niklas Luhmanns und der phänomenologischen Soziologie, Frankfurt 1979
- Christentum zwischen Tradition und Postmoderne, Quaestiones Disputatae Bd. 141, Freiburg 1992 (7. Aufl. 2000)
- Christliche Dritte-Welt-Gruppen. Praxis und Selbstverständnis, Mainz 1996: Grünewald (gemeinschaftlich mit Franz Nuscheler/Sabine Keller/Monika Treber)
- Das Insolvenzrecht für Staaten: Philosophische Begründung – Ökonomische Beurteilung – Sozialethische Bewertung, Münster 2002 (gemeinschaftlich mit Martin Dabrowski u. a.)
- Ambulante Pflege zwischen Familie, Staat und Markt, Freiburg im Breisgau 2004 (gemeinschaftlich mit Helmut Geller)
- Caritas und Sozialstaat unter Veränderungsdruck. Analysen und Perspektiven, Münster 2006 (Reihe Diakonik Band 1)
- Modelle des Religiösen Pluralismus. Historische, religionssoziologische und religionspolitische Perspektiven, Paderborn: Schöningh 2012 (gemeinschaftlich mit Christian Spieß und Katja Winkler)
- Umstrittene Säkularisierung. Soziologische und historische Analysen zur Differenzierung von Religion und Politik, Berlin: Berlin University Press 2012 (gemeinschaftlich mit Christel Gärtner und Detlef Pollack)
- Wie fand der Katholizismus zur Religionsfreiheit? Faktoren der Erneuerung der katholischen Kirche, Paderborn u. a.: Verlag F. Schöningh 2016 (gemeinschaftlich mit Christian Spieß und Katja Winkler)